# DirectCompute
Microsoft DirectCompute je sučelje za programiranje aplikacija (API) koje omogućava općenamjenska izračunavanja na grafičkim procesorima računala pod operativnim sustavima Windows Vista, Windows 7 i Windows 8. Dio je Microsoftove kolekcije API-ja DirectX.

## Vanjske poveznice
- Popis resursa na nvidia.com
- Popis resursa na msdn.com